# Winkelhaak (gereedschap)

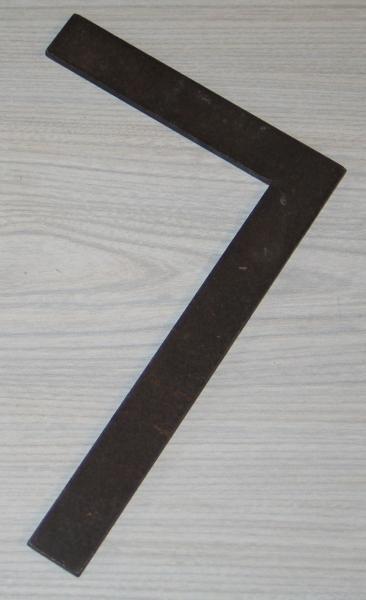
Winkelhaak

Een winkelhaak of platte haak is een werktuig bedoeld om rechte hoeken uit te zetten, of te controleren op haaksheid.
De winkelhaak wordt vaak verward met een blokhaak of schrijfhaak. In tegenstelling tot de blokhaak of schrijfhaak is een winkelhaak plat en heeft overal dezelfde dikte, hierdoor kan hij geheel vlak op het materiaal worden gelegd. Zodoende kan ook midden op een plaat een haakse hoek worden afgetekend, of een bestaande hoek op haaksheid gecontroleerd worden. Net als bij de blokhaak kunnen er geen hoeken van 45 graden mee worden afgetekend of lengtes mee worden opgemeten. In de regel is de winkelhaak uitgevoerd in metaal.
Een platte haak waarvan de hoek groter is dan 90 graden wordt een verstekhaak genoemd. De meest voorkomende verstekhoeken zijn: 120 graden, 135 graden en 150 graden. 

## Varianten
- Blokhaak
- Bouwhaak
- Centreerwinkelhaak
- Flenshaak
- Haarwinkelhaak
- Schrijfhaak
- Verstekhaak
- Zweihaak
- Combinatieschrijfhaak

## Symbolisch gebruik
De winkelhaak is samen met de passer het symbool van de vrijmetselarij (zie: Passer en winkelhaak).

## Varia
Naar de winkelhaak wordt nog verwezen in de uitdrukkingen hou je haaks (een aansporing tot standhouden) en niet in de haak zijn (niet kloppen).